# Blåbärskvast
Blåbärskvast (Exobasidium aequale) är en svampart som tillhör divisionen basidiesvampar, och som beskrevs av Pier Andrea Saccardo. Blåbärskvast ingår i släktet Exobasidium, och familjen Exobasidiaceae. Arten är reproducerande i Sverige.